# جان كلاوديو
جان كلاوديو (بالفرنسية: Jean Claudio)‏
```
هو 
ممثل
 
فرنسي
، ولد في 28 مارس 1927 
بنويي-سور-سين
 في 
فرنسا
، وتوفي في 11 يناير 1992 في 
فرنسا
.
```

## أعمال

### أفلام
- (1952) مولان روج
- (1965) حبيبتي

### مسلسلات
- دالاس

## وصلات خارجية
- جان كلاوديو على موقع IMDb (الإنجليزية)
- جان كلاوديو على موقع ألو سيني (الفرنسية)
- جان كلاوديو على موقع أول موفي (الإنجليزية)
- جان كلاوديو على موقع قاعدة بيانات الأفلام السويدية (السويدية)
- جان كلاوديو على موقع قاعدة بيانات الفيلم (الإنجليزية)
- جان كلاوديو على موقع كينوبويسك (الروسية)